# アンドロニコス1世コムネノス
アンドロニコス1世コムネノス（ギリシア語：Ανδρόνικος Α' Κομνηνός （Andronikos I Komnēnos）、1123年 - 1185年9月12日）は、東ローマ帝国コムネノス王朝最後の皇帝（在位：1183年 - 1185年）。皇帝アレクシオス1世コムネノスと皇后エイレーネー・ドゥーカイナの三男イサキオス・コムネノスを父に持ち、母はグルジア王女カタである。マヌエル1世コムネノスの従弟に当たる。

## 生涯
少年時代はマヌエルと親しかったが、長じるにつれて対立し、アンドロニコスはエルサレム王国などの諸国を流浪する生活を送った。
青年期から多くの女性と浮き名を流し、最初の妻（名前は知られていない）との間に2男1女をもうけた。コンスタンティノポリスにいた頃は、自分の姪エウドキアを愛人にしていた。56歳の時には、エルサレム王ボードゥアン3世の未亡人テオドラ・コムネナ（ヨハネス2世コムネノスの三男イサキオスの娘。従姪にあたる）と愛人関係になった。テオドラとの間には1男1女をもうけ、娘エイレーネーをマヌエル1世の庶子アレクシオスに嫁がせている。
1180年、マヌエル1世が没してその子のアレクシオス2世が後を継いだが、12歳という幼年であったため、政務は摂政となった生母のマリアが行った。しかしマリアは夫のマヌエルと同じく親ラテン政策を採用したため、国民の間から不満が高まるようになった。この不満を背景に、アンドロニコスは1182年、クーデターを起こしてマリアを殺害し、翌1183年にはアレクシオス2世の共同皇帝となった。しかし実質的には、アンドロニコス1世が帝国の実権を掌握していた。共同皇帝となってから2ヶ月後にはアレクシオスを殺害し、正帝に即位した。その際、アレクシオスの后だったフランス王女アンナ（アニェス）を無理やり皇后とした。まだ10代だったアンナは、亡きアレクシオスを夢に見てベッドで泣き崩れる日々を送ったという。
アンドロニコスはマヌエルの死後衰退しつつあった東ローマ帝国を立て直すために、積極的な国政改革を行なった。官職売買の禁止、汚職の摘発、課税の減免、貧民の保護などがそれである。この改革は当初は民衆に大いに支持されたが、貴族層や大地主層の反発を招き、また先帝殺害の負い目もあって、アンドロニコスは次第に改革を強圧的に行なうようになった。遂には役人に「不正をやめるか、生きるのをやめる（処刑）かを選べ」と言ったり、「余の子孫の害にならない商人や職人などを残して、全て殺してしまおう」とうそぶいて恐怖政治を敷くまでに至ったという。この結果、有能な人材は失われ、また民衆の支持も失ってしまった。
また、西欧人を官僚に登用したマヌエルとは逆に、当時コンスタンティノポリスに住んでいた西欧人を弾圧した。1182年5月、アンドロニコス支持のグループがチンピラ集団と計らって、ジェノヴァ人やピサ人の住宅地を襲撃した。一部は逃げ延びたものの、老人や病人は捕まって殺され、カトリック教会には火が放たれ、聖職者も拷問された。さらには、ホスピタル騎士団の病院に入院する患者や、ローマ教皇の使節までもが殺され、多数の捕虜が奴隷として売られた（ラテン人虐殺）。
対外的にも、ハンガリー王国のベーラ3世やセルビア王国のステファン・ネマニャ、さらには両シチリア王国のグリエルモ2世らの侵攻に遭って、キプロスやバルカン半島の領土を失っていった。
このように内では強圧かつ弾圧的な政治、外では領土の失陥などを繰り返した結果、民衆の不満は増大。1185年にノルマン人がバルカン半島へ侵入して都へ迫ると、パニック状態になった首都コンスタンティノポリスの市民や貴族は怒って縁戚のイサキオス・アンゲロスを擁立して反乱を起こした。これによりアンドロニコスは、わずか2年で廃位された上、首都の市民らになぶり殺しにされてしまった。

## 評価と子孫
皇帝としての力量はあったが、即位の経緯や先々帝からの負の遺産を受け継いだことが、改革の失敗を招いたともいえる。このことから同時代人からは「彼のなかにはふたつの瓶がある。ひとつは善に満ちており、もうひとつは悪に満ちている」と評価されている。なお、アンドロニコス1世の孫に当たるアレクシオスは東ローマ帝国がいったん滅亡した後の1204年4月、コムネノス王朝の後継王朝としてトレビゾンド帝国を建国している。